# Hylandia dockrillii
Hylandia dockrillii är en törelväxtart som beskrevs av Airy Shaw. Hylandia dockrillii ingår i släktet Hylandia och familjen törelväxter. Inga underarter finns listade i Catalogue of Life.